# Museu Nórdico

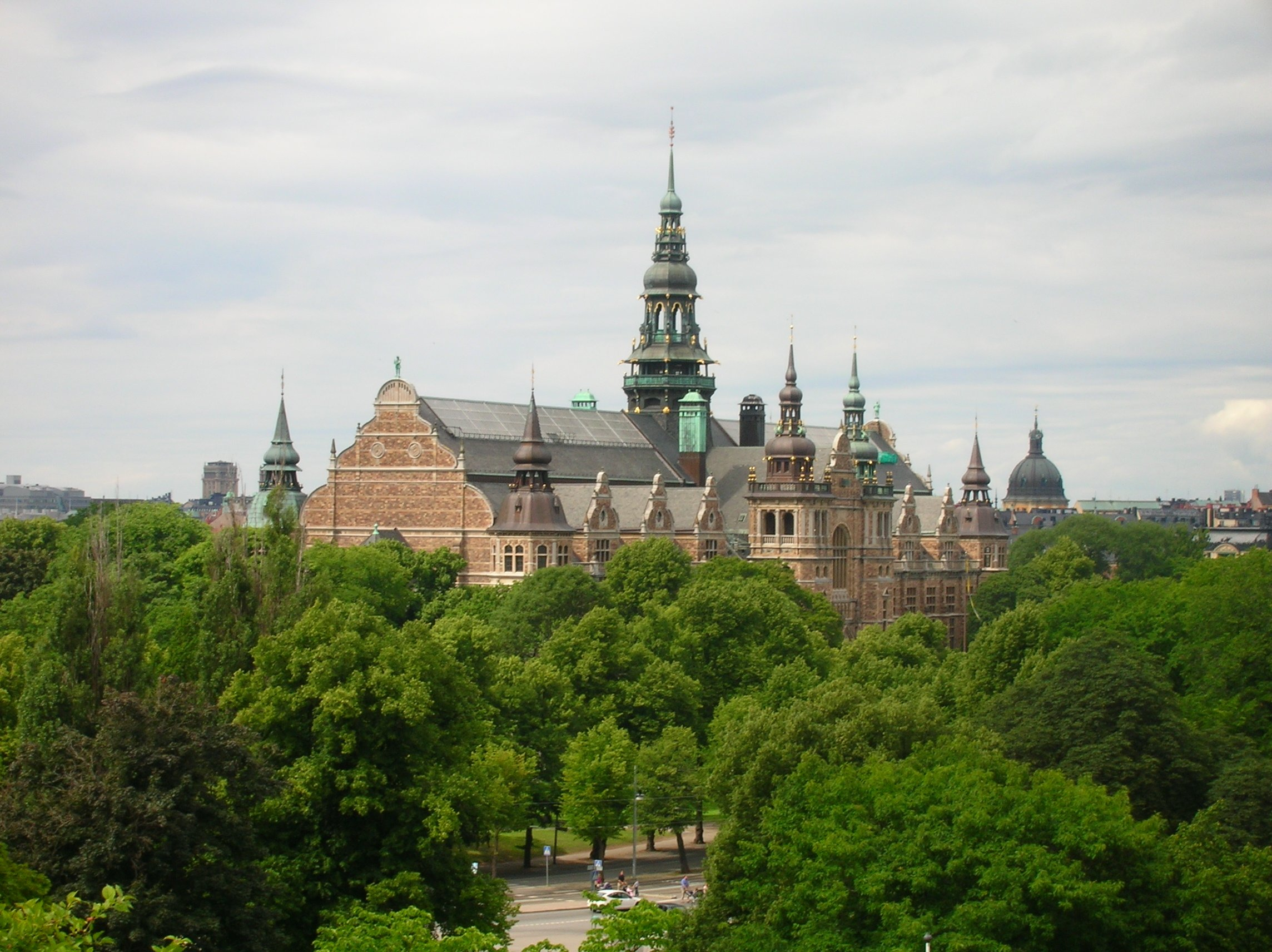
O edifício do Nordiska museet visto de Skansen

O Museu Nórdico (em sueco:  Nordiska museet), está situado na ilha de Djurgården em Estocolmo, capital da Suécia, e é um museu dedicado à história do povo sueco e à sua cultura desde finais da Idade Média (1520) até à época contemporânea.
Foi fundado no início do século XIX por Artur Hazelius, que fundou também o museu ao ar livre de Skansen. Estes dois museus formavam inicialmente parte do mesmo projecto e autonomizaram-se em 1963. Os objectos apresentados em Skansen são ainda hoje propriedade do Museu Nórdico.
Propunha-se representar a cultura de toda a Escandinávia, mas Hazelius teve de se limitar unicamente à Suécia. As exposições apresentam vários aspectos da vida na Suécia segundo os tempos, e para os diversos estratos sociais. Tem como temas a tratar os do artesanato, as tradições culturais, a gastronomia, o habitat humano, os brinquedos, os trajos, etc.
O edifício que albergava o museu foi concebido por Isak Gustaf Clason e construído entre 1888 e 1907. Os planos iniciais eram muito mais ambiciosos e previam um edifício quatro vezes maior. Inspira-se na arquitectura do Renascimento dinamarquês, do qual o castelo de Frederiksborg é a obra culminante. 
O horário do Museu Nórdico para visitas: segunda a sexta das 10h00 às 16h00, sábados e domingos das 11h00 às 17h00. A visita é gratuita até aos 18 anos e para os adultos o valor é de 60 coroas suecas (em 2008). 